# Nozomi Osako
Nozomi Osako (大迫 希 Osako Nozomi?), född 27 november 1990 i Kagoshima prefektur, är en japansk fotbollsspelare.
Osako började sin karriär 2009 i Roasso Kumamoto. Han spelade 83 ligamatcher för klubben. 2015 flyttade han till Verspah Oita. 2016 flyttade han till Fujieda MYFC.